# Aeroportul Ouésso
Aeroportul Ouésso (IATA: OUE, ICAO: FCOU) este un aeroport din Ouésso, Sangha, Republica Congo ce deservește zona Ouésso. A fost numit după zona deservită.
Situat la o altitudine de 354 m, aeroportul dispune de o singură pistă.